# 1955年の日本の女性史
本項目1955年の日本の女性史（1955ねんのにほんのじょせいし）では、1955年（昭和30年）の日本における女性に関するできごとを時系列的に挙げる。参考文献は日本の女性史年表を参照のこと。
本項目は歴史研究としての女性史ではなく、日本における女性に関するできごとをある体系に基づいて述べようとするものではない。

## 1-3月
- 1月4日 佐賀関精錬所で共働き女子の解雇反対闘争。
- 各地で母と女教師の会がもたれる。1月14-15日 近畿地区、滋賀で。1月14-16日 岐阜県。1月23日 北陸地区、富山で。2月28日 東海地区。
- 1月16-24日 第1回国際大学婦人協会アジア地域会議に野見山不二ら3人出席、マニラで。
- 1月29日 公明選挙推進全国婦人中央会議、主婦連・日本婦人有権者同盟・地婦連主催。地婦連「選ぶべからず12章」を作成。
- 2月17日 聖母の園養老院で火災、老女性96人焼死、横浜で。
- 2月19日 一票を生かす婦人大会、婦団連など20団体、1200人参加。
- 2月- 大阪美容連合会、中小炭鉱地帯の困窮家庭の少女150人を引き取る。
- 2月- 石垣綾子「主婦第二職業論」発表、主婦論争始まる。

　石垣綾子が雑誌『婦人公論』誌上で「主婦は本職の職業をもった上でなされる第二の職業」であると述べたことが反響を呼び、いわゆる「主婦論争」が起こった。
　坂西志保は「主婦は立派な社会人」と反論、島津千利世が「家事労働は主婦の天職ではない」と論ずるなど、主婦論はジャーナリズムを賑わし、民科婦人問題部会も討論会を数回開催した。
- 3月8日 国際婦人デー、婦民が中心に文化祭など。
- 3月8日 社会教育審議会、文部省に「純潔教育の進め方」提出、純潔教育の普及・徹底を建議。
- 3月17日 婦人有権者大会、YMCA・日本キリスト教婦人矯風会・大学婦人協会・婦人平和協会・日本婦人有権者同盟主催。売春禁止法制定促進・家族制度復活反対などを討議、地方選挙に婦人代表を多数選出するための申し合わせ、600人参加。
- 3月19日 日本母親大会準備会結成、日本教育会館で、婦団連・日教組・日本子供を守る会等60団体参加。日本母親大会の準備とともに、世界母親大会代表も選出。

世界母親大会代表の選出の際、岩手県の土川マツエが農村代表として候補者に挙がったが、言葉がズーズー弁であること・常にもんぺ姿なので大会にももんぺ姿で行くであろうという理由で代表選出に反対意見が強かったが、ズーズー弁で何故悪い・もんぺ姿で何故悪いと論議になり、20数時間かけた討論の末に彼女の代表選出を決定したという。インテリ出身者を中心とするいわゆる先進的な婦人運動家達の成長の過程を示すようなエピソードである。
- 3月22日 宝塚歌劇団の天津乙女以下20人がハワイ公演に出発。宝塚歌劇団、戦後初の海外公演。
- 3月26日 第1回東京母と女教師の会
- 3月27日 第1回関東地区母と女教師の会、前橋で。12月4日 第2回。
- 3月- 全電通（現・NTT労働組合）、全国5箇所の「試行」保育所を実現させる。職場の保育所づくり活発化。

## 4-6月
- 4月1日 全電通、第3回母体保護月間で生理休暇50%取得運動。
- 4月1日 家族制度復活反対婦人の集い、500人参加。
- 4月1日 国連「婦人参政権に関する条約」に日本加盟。6月3日 国会で承認。
- 4月12日 全日本仏教徒婦人連盟結成大会、会長大谷智子。
- 4月19日 大田区少女売買事件、少女の逃亡により明るみに出る。
- 4月- 丹頂（現・マンダム）、女性用化粧品製造を止め男性整髪料専門に転換。
- 5月4日 フィリピンの戦争未亡人のノルマンデー夫人ら10人来日、大学婦人協会ら25団体の招待。
- 5月5日 "原爆乙女"25人、ノーマン・カズンズ氏の世話で治療のため渡米。
- 5月 東京地裁で離婚請求の制限判決、裁判官の職権乱用とみられ悪評を呼ぶ。
- 5月- 地区別婦人学級指導者会議、文部省主催。

婦人学級の全国的再編成が目的。1956年度の婦人学級数18,340、参加人員277万人。
- 6月1日 働く母の会、共同保育所第1号として、中央線グループが大和町託児所を開設。
- 6月1日 群馬県で産休補助教員制度が実施される。
- 6月1-2日 日本助産婦全国大会、約1000人参加。妊娠中絶が増加する現状に対して母性保護を決議、受胎調節実施指導にのりだす。
- 6月7-9日 第1回日本母親大会、東京豊島公会堂で、2000人参加、うち地方代表800人。

議長団に久布白落実・小笠原貞子・櫛田ふき等。
子供を守る・婦人の生活と権利・平和をテーマとする3分科会。生活苦・失業・炭鉱地帯の窮乏・子供の教育・原爆や基地・平和の問題等、訴えや報告で3日間の会場は異常な熱気に覆われ、演壇近くのマイクを目指し発言待ちの女性たちの列がずらりとできたという。託児所も設置された。
- 6月7日 新生活推進大会、主婦連主催。政府代表も参加。

この流れを受けて、9月30日 財団法人新生活運動協会発足、会長久留島秀三郎、理事奥むめお、山高しげり、藤田たき等。協会は「生活者である国民一人ひとりがそれぞれの生活をめぐる身近な問題について話し合い、集団の力で明るい地域社会をつくりあげる」運動であると規定。年額500万円の政府補助費を受けて、一部を主婦連・地婦連・生活改善普及会等に配布した。 
同日に開催された日本母親大会・新生活推進大会の2つの大会は、日本の婦人運動のその後の2つの流れを象徴した。
- 6月10日 売春防止法制定促進大会、25団体参加。政府に対し公約実現の猛運動を展開することを決定。
- 6月12日 「草の実会」総会、朝日新聞『ひととき欄』投稿者中心の組織。

　「お互いの向上をはかり、手をつないで世の中を明るくする」というのが会の趣旨で、 機関誌『草の実』を創刊。会員は東京都が中心だったが、次第に全国に広がり1958年には会員数約1,500名を数えた。毎月地域別集会が開かれ、教育・社会科学・老人問題・生活記録・詩などの研究グループも生れた。
- 6月12日 京都市、幼児をかかえた日雇い労務婦人のため、テント張りの無料保育所開設。

## 7-9月
- 7月7-10日 世界母親大会開催、ローザンヌで。68箇国1060人参加、日本代表16人。

　「子供を戦争の危険から守ろう」で一致。この大会に寄せられたギリシャ女流詩人ペリディス夫人の詩の一節「生命をうみだす母親は生命をそだて、生命を守ることをのぞみます」は、以後、母親運動のスローガンとなった。
- 7月11日 地婦連総会、新生活運動の宣言「人権の尊ばれる家・蚊とハエのいない町・売春のない国」決定 。
- 7月25日 日本住宅公団発足。DK（ダイニングキッチン）の表示が使われ、以後、ステンレスの台所(K)が文化生活のシンボルとなる。
- 7月- 日立造船、全社挙げて産児調節に取り組む、扶養手当削減のため。
- 8月5日 産休補助教員設置法「女子教職員の出産に際しての補助教職員の確保に関する法律」成立。

内容的には地方財政の貧しさに左右される余地のある点や幼稚園・事務職員・大学教職員が排除されている等の問題点があった。
- 8月5日 母子福祉資金貸付法改正、修学資金増額。
- 8月6日 第1回原水爆禁止世界大会（広島）、婦人多数参加。長崎の原爆乙女山口美佐子、第五福竜丸事件の遺族久保山すず他、平和の訴え。
- 8月8日 東京都、住宅建設3ヶ年計画に6坪母子住宅等を加える。
- 8月12日 特殊飲食店「丸吉」（熊本県）の従業婦4人からの「契約無効確認」調停申立て成立。前借金も事実上無効となる。

特殊飲食店とは接客婦をおく飲食店のことで、実態は売春させる店。
- 8月13日 札幌市、老齢者および有夫の婦人に退職勧告。
- 8月- 人工栄養児奇病の患者が各地に続発し問題化、森永ヒ素ミルク中毒事件。

この年6月頃より、西日本一帯に人工栄養児の奇病が多発。岡山県衛生部が県下で多発の人工栄養児奇病の原因は森永粉ミルクによるヒ素中毒と発表。この年、患者1万1778人、死亡113人。補償要求運動おこる。
- 8月27日 世界母親大会中央報告会、以後全国で2000回近く報告会開く。
- 8月 関西主婦連、市場で100匁（375g）120円で販売される牛肉を80円で販売する運動を始める、大阪で。
- 9月4日 『由美子ちゃん事件』。アメリカ統治下の沖縄（現：沖縄県中頭郡嘉手納町）で、アメリカ軍兵士が6歳の少女を暴行・殺害して砂浜に捨てた。

アメリカ軍軍曹である犯人は軍事裁判で死刑判決を受けたが、その後本国送還となり、結果はうやむやとなる。
- 9月6日 京都交通（京都市交通局）労働組合執行部「女子職員の結婚・妊娠・分娩時退職を原則とする」合理化案を条件付受諾。9月7日 日本都市交通労働組合連合会（現・自治労都市公共交通評議会）中央委員会、執行部案を否決。9月23日 京都地評、京都交通労働組合に撤回を申し入れ。
- 9月8日 ダンサー・女給・業者ら3000人、”官給領収書絶対反対”全国大会、華々しくデモ。
- 9月14日 農業協同組合婦人部第1回ブロック会議、農協婦人部の性格5原則を確認。

農協の婦人組織の発展に伴い、全国で統一的な考え方を確認することが必要となり、37県の代表が集り、農協婦人部の性格規定について論議された。
農協婦人部の性格5原則は「（1）農協運動を推進する組織である（2）耕作農民としての婦人組織である（3）自主的組織である（4）同志的な組織である。農村婦人を強制的網羅的に組織するのではない（5）政治的には中立である」
- 9月21日 婦人少年局「売春婦の前借金取扱いについて」指示。各県婦人少年室に売春婦の更生について相談するものが激増したため。

## 10-12月
- 10月4日 内地米増配要求連絡会（16婦人団体で構成）代表、農相と会見、余剰米増配による米価引き上げ反対・米の統制撤廃反対を要望。
- 10月7日 最高裁「未成年者の人身売買のような公序良俗に反する契約の前借金は無効」と判決、愛媛県の16歳の少女。
- 10月9日 働くもののファッションショー、京都で、京都地評主催。
- 10月 森下仁丹、婦人用体温計を発売。
- 10月 鴨居羊子、「七色の下着」を発売。12月 大阪・そごう百貨店で女性アンダーウェア展を開催、カラフルで奇抜なデザインが話題に。
- 11月1日 全逓信労働組合婦人部、託児所を獲得、札幌で。
- 11月3日 「無認可保育所調査報告書」発表、日本社会事業短期大学。不況や保育政策の転換で無認可保育所数が急速に増加、3歳未満児が多いことが特徴。
- 11月3日 文部省、全国優良母子家庭を表彰。
- 12月1日 東京地方検察庁内に更生保護相談室が設置される、転落女性に更生の足がかり。
- 12月5日 日本レース（現・エコナック）労働組合、賃上げを要求して36日闘争に突入、京都。翌年1月9日 地労委斡旋により解決。

刺繍レースの製造・販売を主とする会社で、6月2日 女性従業員だけで労働組合を結成した。
- 12月7-8日 第1回全国農業協同組合婦人大会、41県665人参加、保健衛生・生活改善・農協婦人組織強化の3分科会、以後毎年開催。
- 12月12日 うたごえ運動指導者・関鑑子（せき あきこ）、レーニン平和賞受賞。
- 12月- 経済審議会民生雇用部会、「婦人よ家庭に帰れ」との意見発表。

## この年
- 東芝、炊飯器発売。家庭電化時代始まる。
- "30娘"の結婚難問題化
- 女子労働者数1,700万人、うちサービス業239万人
- 人口妊娠中絶件数最大となる。届け出数117万43件、実数はその2～3倍とされる。
- 衆議院議員総選挙、婦人8人当選、投票率女72.06%、男79.95%
- 統一地方選挙、婦人401人当選
- 「昭和29年度中の人身売買検挙状況」発表、警察庁。事件の88.4%（7085人）が売春に関係したもの。
- 厚生省『売春白書』、全国で公娼50万と発表。
- 若い女性の髪型でポニーテール流行、映画『エデンの東』の影響。
- 家庭夫人の新聞・雑誌への投書ブーム。「書きますわよ」が流行語に。
- 宝石の輸入再開される。オーストラリア産オパールの8割を日本の業者が買占め。